# خروف صومالي

قطيع من الخراف الصومالية.

الخروف الصومالي، والمعروفة أحيانًا باسم البربري ذو الرأس الأسود، هو خروف شعر موطنه الأصلي الصومال.
الأغنام الصومالية هي سليل مباشر لخراف أسود الرأس الفارسي، 
والتي تم تربيتها في جنوب إفريقيا بين أواخر القرن التاسع عشر وأوائل القرن العشرين، وقد تم استخدامها على نطاق واسع للتهجين في العديد من المناطق الاستوائية.
الخراف الصومالية بيضاء برأس أسود. تنتمي إلى أنواع الذيل الدهني. يتم تربية الحيوان بشكل أساسي لإنتاج اللحوم، وهي مصدر رئيسي للاقتصاد الصومالي، خاصة بالمتاجرة مع شبه الجزيرة العربية.

## إنظر أيضا
- عنزة صومالية